# Port lotniczy Baku Kala
Port lotniczy Baku Kala – port lotniczy położony w Kala, w Azerbejdżanie. Obsługuje głównie połączenia krajowe.